# Coronel Seguí
Coronel Seguí è una località dell'Argentina, parte del partido di Alberti nella provincia di Buenos Aires.

## Società

### Evoluzione demografica
Al 2010 la città conta 146 abitanti, rappresentando una diminuzione dell'1,5% rispetto ai 148 abitanti del censimento precedente, datato 2001.

## Infrastrutture e trasporti
La località dispone di una scuola elementare, una chiesa cattolica, una biblioteca e un impianto di riciclaggio.
La città era collegata ad Alberti, capoluogo del partido, attraverso la ferrovia Ferrocarril del Oeste, inattiva da decenni.